# Государственный архив Луганской области
Государственный архив Луганской области — основное архивное учреждение Луганской области.

## История
Изменения названия архива:
- Луганское окружное архивное управление (1925—1930)
- Местное архивное управление (1930—1932)
- Луганский государственный исторический архив (1932—1935)
- Ворошиловградский государственный исторический архив (1935—1938)
- Ворошиловградский областной исторический архив (1938—1941)
- Государственный архив Ворошиловградской области (1941—1958)
- Луганский областной государственный архив (1958—1970)
- Ворошиловградский областной государственный архив (1970—1980)
- Государственный архив Ворошиловградской области (1980—1990)
- Государственный архив Луганской области (с 1990 года)[1].

## Фонд
В архиве хранятся документы с XVIII века до наших дней, содержащие сведения об экономической и социально-культурной жизни региона.
Древнейшие документы в фондах Луганского литейного завода, Луганской городской и Славяносербской уездной земской управ, правлений, акционерных обществ, заводов, угольных шахт и других предприятий и учреждений, действовавших на территории края. В фонде Луганского литейного завода есть сведения об учреждении посёлка Луганский завод, который положил начало строительству города Луганска. Здесь же хранятся проекты зданий и усадеб для рабочих и мастеров завода, приказ Сената о переселении крестьян из Новороссийской губернии и предписания их к заводу.
В архиве хранятся рукописные документы (метрические книги о рождении, браке и смерти) церквей Луганска и Луганской области за 1787—1927 года.
Документы новейшего периода содержат сведения о ходе событий в годы Украинской революции 1917—1920 годов, об убытках от интервенцией, об уничтожении крестьян-собственников, создании сельскохозяйственных артелей. В фондах содержатся обзоры состояния народного хозяйства Луганского округа (области), сведения о награждении города орденами, об изменениях в административно-территориальном деления, об организации, реорганизации, ликвидации учреждений, организаций и предприятий области. В фондах окружных, сельских и поселковых исполкомов есть сведения о проведении продразвёрстки и о голоде 1930-х годов.
В фондах органов планирования и статистики содержатся документы о ходе коллективизации, итоги строительства Штеровской районной электростанции и электрификацию Луганского округа, отчёты о состоянии промышленности области, развитие сельского хозяйства и прочие документы.
Архив хранит документы общественных организаций, уездных, окружных и областного комитетов компартии и комсомола Украины. В них отражены сложные процессы утверждения компартийно-советской системы, подавление сопротивления населения, в частности на селе, голодомор и репрессии 1930-х годов, деятельность партийно-комсомольского подполья и партизанского движения в годы Второй Мировой войны.
В фонде Областной комиссии по установлению и расследованию преступлений нацистских захватчиков имеются сведения об ущербе, нанесенном гражданам, колхозам, общественным организациям, государственным предприятиям и учреждениям в годы Второй мировой войны.
В архиве хранятся следующие фонды:
- 4 953 фондов, 1 472 095 личных дел за 1763—2007 года;
- 7 681 единица научно-технической документации за 1763—1916 и за 1943—1992 года;
- 472 единиц кинодокументов за 1977—1990 года;
- 19 346 единиц фотодокументов за 1951—1992 года;
- 215 единиц фонодокументов за 1963—1988 года;
- 1 единица видеодокументов за 1994—1995, 1999 года[1].